# Who Do You Think You Are (Spice Girls)
Who Do You Think You Are is een nummer van de Britse meidengroep Spice Girls uit 1997. Het verscheen als dubbele a-kant met Mama. als vierde en laatste single van hun debuutalbum Spice.
"Who Do You Think You Are" heeft een vrolijk geluid en werd beïnvloed door de dancepop uit de vroege jaren '90, maar ook door de disco uit de late jaren '70. De tekst gaat over het leven als beroemdheid, en hoe je gevangen kan raken in alle roem die daarbij komt kijken. Het nummer werd een enorme hit in Europa. Zo bereikte het de nummer 1-positie in het Verenigd Koninkrijk. In de Nederlandse Top 40 kwam het nummer een plek lager dan bij de overzeese buren, terwijl in de Vlaamse Ultratop 50 de 10e positie werd gehaald.

## Tracklijst
- Cd-single

1. "Who Do You Think You Are" (radioversie) - 3:44
2. "Mama" - 3:40
3. "Who Do You Think You Are" (Morales Club Mix) - 9:30
4. "Who Do You Think You Are" (Morales Club Mix) - 7:00